# Marcus Ljungqvist
Per Marcus Ljungqvist (nascido em 26 de outubro de 1974) é um ex-ciclista profissional sueco que participava em competições de ciclismo de estrada.

## Carreira
Em 1998, Ljungqvist se profissionalizou e retirou-se das competições após a temporada de 2009. É atual diretor esportivo da equipe Sky. No Campeonato Mundial UCI de 2005, Ljungqvist obteve a quarta colocação na prova de estrada, que é a melhor colocação de sempre por um ciclista sueco.
Ljungqvist competiu na prova de estrada individual nos Jogos Olímpicos de Verão de 2004 em Atenas, terminando na décima quarta posição. Também competiu nos Jogos Olímpicos de Pequim 2008.